# 15 Big Ones
15 Big Ones es el vigésimo álbum de estudio por The Beach Boys lanzado en 1976. Este es el primer álbum de estudio en tres años, Brian Wilson volvió al mando de la producción de The Beach Boys, hecho que no sucedía desde Pet Sounds, casi diez años antes. También es el primer álbum desde Today! en 1965 donde el grupo cuenta con su formación fundación compuesta por Brian, Carl y Dennis Wilson, Mike Love y Al Jardine.

## Historia
En 1974 las sesiones de grabación se realizaron en Caribou Ranch, en el estudio de James William Guercio en Colorado y en el Estudio de Brother en Santa Mónica, para un álbum que tenía que ser publicado a principios de 1975. A lo largo de 1974 y 1975 el grupo había trabajado en muy pocas pistas que eventualmente fueron editadas como "Child of Winter (Christmas Song)" en diciembre de 1974 y "Good Timin'" en 1979. Dennis Wilson trabajó durante este periodo en la canción "River Song" durante las sesiones de Caribou junto con "It's O.K." de Brian Wilson y Mike Love, esta última fue la única que se incluyó en 15 Big Ones.
En 1975, Brian intentó establecer una colectividad de músicos llamado California Music en Los Ángeles, que incluían a Gary Usher, Curt Boettcher, y el ex Beach Boy Bruce Johnston. La 'reciente' compilación Endless Summer se había vendido muy bien, y la banda (sin Brian Wilson) realizaba conciertos a lo largo de todo Estados Unidos, siendo la mayor atracción en vivo del país en el momento. Entonces Guercio fue despedido por el grupo y fue reemplazado por el hermano de Mike, Stephen Love que instó al grupo a alentar a Brian para que vuelva al timón de la producción. Según Stephen: "Estábamos bajo contrato con Warner Bros Records, y no podíamos contar con él yendo por la tangente. Tenía que a ser productivo, como tiene que ser para los Beach Boys". Brian, quien ya se había cansado de trabajar con los Beach Boys, fue expulsado legalmente de California Music para que centrase toda su atención en la banda. Más adelante durante el año, Brian se involucró con el terapeuta Eugene Landy que tuvo un importante papel para mantener a Brian alejado del abuso de sustancias bajo su constante supervisión.
Brian Wilson dio como sugerencia llamar al álbum Group Therapy, pero la idea fue rechazada por el grupo, y que en cambio se tituló 15 Big Ones por sus quince años en el negocio y porque el álbum tenía ese número de pistas. A pesar de objeciones por parte de Carl y Dennis, fue editado el 5 de julio, alcanzando el número 8 en los Estados Unidos permaneciendo en lista por 27 semanas, fue disco de oro y se convirtió en el último álbum del grupo en entrar al top 10 hasta la edición de That's Why God Made the Radio en 2012. El grupo se embarcó en una gran gira por Estados Unidos con varias actuaciones que incluían la participación de Brian como parte de su programa de terapia. Con la cobertura de los medios de comunicación, los Beach Boys fueron a un especial de televisión NBC que anunció su "regreso". El especial incluida una versión de "That Same Song", con Alexander Hamilton y el coro Double Rock Baptist Choir. Brian apareció en un sketch cómico llamado "Failure Surf" en donde los policías de surf interpretados por Dan Aykroyd y John Belushi sacan a Brian de la cama y lo obligan a montar las olas.
Al final de enero de 1976 los Beach Boys volvieron al estudio, y Brian Wilson produce un disco otra vez. Decidió que la banda debería hacer un álbum de oldies, pero los hermanos Carl y Dennis argumentaron que hacer un álbum de estudio era mucho más ideal. Mike Love y Al Jardine quisieron que el álbum se publicase tan rápidamente como fuera posible para aprovechar su resurgimiento con los conciertos. Durante las grabaciones, acordaron que un álbum doble debía ser publicado: un álbum de oldies y otro de material original.
Con la cobertura de medios de comunicación como el canal de TV NBC, se anunció la vuelta de Brian.
El grupo también emprendió un gran viaje por los Estados Unidos. Aunque Brian Wilson aconsejó llamar The Group Therapy al álbum, y rechazar Pick Ya Up At 8 (renombrada después como "I Wanna Pick You Up") 15 Big Ones, fue llamado por sus quince años de carrera y también porque el álbum tiene quince canciones.

## Recepción
Fue editado a finales de junio, alcanzando el puesto n.º 8 en los Estados Unidos y llegando nuevamente al disco de oro. Este era el álbum de estudio de The Beach Boys con mayor éxito comercial en diez años, aunque la reacción crítica del álbum no fue muy buena en un principio.
En el Reino Unido alcanzó el puesto n.º 31 y estuvo en las listas solo por 3 semanas, no obstante el álbum se siguió vendiendo bien en este país, llegando al disco de plata.
15 Big Ones había sido el álbum de estudio más exitoso comercialmente hablando de The Beach Boys en más de diez años, a pesar de la reacción crítica del álbum. John Bush de Allmusic escribió: "La mayoría de los covers son errores, parte de un intento equivocado por recuperar la energía de su juventud. Las técnicas de producción 'contemporáneas' y excesivamente pulidas, efectivamente no hacen nada por estos oldies. Minan cualquier energía que podrían haber tenido". Luego añade: "El único que esta más cercano al éxito, es la versión de la canción de Righteous Brothers, "Just Once in My Life" con una interpretación emotiva por Carl y Brian. De los originales de la banda, "It's OK" y la peculiar, y simpática "Had to Phone Ya" son excelentes, con reminiscencias de canciones pop de Brian de finales de los años 60, de álbumes como Friends y 20/20".
Pero el álbum fue para desagrado de la mayoría de los fanáticos. Brian admitió que "[sin duda] el nuevo álbum no es nada profundo", pero se mostró optimista y dijo que el próximo esfuerzo sería a la par de "Good Vibrations". Carl estaba decepcionado con el nuevo trabajo, mientras que Dennis tenía el "corazón roto", explicando: "La gente ha esperado todo este tiempo, anticipando un nuevo álbum de los Beach Boys, y yo odiaba darles esto. Fue un gran error poner a Brian al control [de la producción]. Siempre fue el productor absoluto, pero poco sabía que en su ausencia, las personas crecieron, la gente se volvió tan sensible como cualquier otro. ¿Por qué cedo mis derechos como artista? Todo el proceso fue un poco traumático".

## Lista de canciones
| Lado A |                                                                                      |                                                       |          |  |
| N.º    | Título                                                                               | Vocalista principal                                   | Duración |  |
| 1.     | «Rock and Roll Music» (Chuck Berry)                                                  | Mike Love                                             | 2:29     |  |
| 2.     | «It's OK» (Brian Wilson, Mike Love y Diane Rovell)                                   | Mike Love con Dennis Wilson                           | 2:12     |  |
| 3.     | «Had to Phone Ya» (Mike Love, Al Jardine, Dennis Wilson, Carl Wilson y Brian Wilson) | Mike Love y Brian Wilson                              | 1:43     |  |
| 4.     | «Chapel of Love» (Jeff Barry, Ellie Greenwich y Phil Spector)                        | Brian Wilson                                          | 2:34     |  |
| 5.     | «Everyone's in Love with You» (Mike Love)                                            | Mike Love                                             | 2:42     |  |
| 6.     | «Talk to Me» (Joe Seneca)                                                            | Carl Wilson                                           | 2:14     |  |
| 7.     | «That Same Song» (Brian Wilson y Mike Love)                                          | Brian Wilson                                          | 2:16     |  |
| 8.     | «TM Song» (Brian Wilson)                                                             | Al Jardine [todos los integrantes cantan en el intro] | 1:34     |  |

| Lado B |                                                                   |                            |          |  |
| N.º    | Título                                                            | Vocalista principal        | Duración |  |
| 9.     | «Palisades Park» (Chuck Barris)                                   | Carl Wilson                | 2:27     |  |
| 10.    | «Susie Cincinnati» (Al Jardine)                                   | Al Jardine                 | 2:57     |  |
| 11.    | «A Casual Look» (E. Wells)                                        | Mike Love y Al Jardine     | 2:45     |  |
| 12.    | «Blueberry Hill» (A. Lewis, L. Stock y V. Rose)                   | Mike Love                  | 3:01     |  |
| 13.    | «Back Home» (Brian Wilson y Bob Norberg)                          | Brian Wilson               | 2:49     |  |
| 14.    | «In the Still of the Night» (F. Parris)                           | Dennis Wilson              | 3:03     |  |
| 15.    | «Just Once in My Life» (Gerry Goffin, Carole King y Phil Spector) | Carl Wilson y Brian Wilson | 3:47     |  |